# 東海クラシック
『東海クラシック』（とうかいクラシック）は、1970年から日本ゴルフツアー機構及び日本女子プロゴルフ協会のツアー大会（公認競技）のタイトルである。主催は男子女子いずれも東海テレビ放送であり、更に男子は東海ラジオ放送がこれに加わる。

## 概要
1970年、毎年10月に愛知県西加茂郡三好町（現・みよし市）の三好カントリー倶楽部を会場にした男女同時進行（男子：西コース、女子：東コース）の大会として創設された。
1990年に女子の大会名が雪印乳業（現・雪印メグミルク）の協賛により『雪印レディース 東海クラシック』と改められる。
1994年（第25回）に大会の独自色を高めるため男女分割開催となり、女子の大会の開催期間を9月中旬に繰上げ、会場も三重県員弁郡員弁町（現・いなべ市）の涼仙ゴルフ倶楽部に移して行われるようになった。なお、2007年からは愛知県知多郡美浜町にある新南愛知カントリークラブ 美浜コースに会場を移し現在に至っている。
2001年、男子は日本コカ・コーラが大会主催の一社に加わり大会名を『ジョージア東海クラシック』に改め、女子はデサントが主催者に加わり大会名を『マンシングウェアレディース 東海クラシック』に改めた。さらに男子は2004年から大会名を『コカ・コーラ東海クラシック』に変更したが、2013年大会をもって共同主催から撤退した。
2014年の第45回大会からは冠スポンサーが株式会社トップ となり、2019年の第50回大会まで『トップ杯 東海クラシック』の名称で行われた。2020年からはトップが当初予定していた新規大会『THE TOP』（賞金総額1億円、開催コースは2019年12月24日時点で未定であったが新型コロナウイルス感染拡大の影響で大会そのものが中止となり、翌2021年のツアー日程に組まれることなく大会終了）を開催することになったため、興和が大会主催の一社に加わり『バンテリン東海クラシック』の名称で開催されることになった。
なお男子では2022年時点で連覇した選手はひとりもおらず、女子も1993年・94年の服部道子以来28年間出ていない。
2019年第50回大会から女子の大会名称が「デサントレディース東海クラシック」へ改称された。
2020年は新型コロナウイルス感染症の感染拡大により男子は中止（回次はノーカウント）の一方、女子は無観客開催となり、女子のみの開催となった。
2021年第52回大会から女子の特別協賛が住友生命保険となり、名称も「住友生命Vitalityレディース東海クラシック」へ改称された。
また、男子では同じ愛知県でゴールデンウィーク頃に『中日クラウンズ』（中日新聞社・CBCテレビ（2013年までは中部日本放送）主催）が行われているが、同じ年に『中日クラウンズ』と『東海クラシック』の両大会を制した者も2021年現在まだ出ていない。
賞金総額は男子が1億1000万円（優勝賞金2200万円、2021年現在）女子が1億円（優勝賞金1800万円、2021年現在）となっている。

## 歴代優勝者
| 回数   | 男子                     | 男子                             | 男子                          | 女子                    | 女子               | 女子                                |  |
| 回数   | 開催期間                 | 優勝者                           | 開催コース                    | 開催期間                | 優勝者             | 開催コース                          |  |
| ------ | ------------------------ | -------------------------------- | ----------------------------- | ----------------------- | ------------------ | ----------------------------------- |  |
| 第1回  | 1970年10月30日 - 11月1日 | 石井富士夫                       | 三好カントリー倶楽部 西コース | 1970年10月31日・11月1日 | サンドラ・パーマー | 三好カントリー倶楽部 東コース       |  |
| 第2回  | 1971年11月9日 - 12日     | 内田繁                           | 三好カントリー倶楽部 西コース | 1971年11月10日 - 12日   | 樋口久子           | 三好カントリー倶楽部 東コース       |  |
| 第3回  | 1972年10月27日 - 29日    | 新井規矩雄                       | 三好カントリー倶楽部 西コース | 1972年10月28日・29日    | 樋口久子           | 三好カントリー倶楽部 東コース       |  |
| 第4回  | 1973年10月25日 - 28日    | 尾崎将司                         | 三好カントリー倶楽部 西コース | 1973年10月26日 - 28日   | 樋口久子           | 三好カントリー倶楽部 東コース       |  |
| 第5回  | 1974年10月24日 - 27日    | 島田幸作                         | 三好カントリー倶楽部 西コース | 1974年10月26日・27日    | 涂阿玉             | 三好カントリー倶楽部 東コース       |  |
| 第6回  | 1975年10月23日 - 26日    | 宮本康弘                         | 三好カントリー倶楽部 西コース | 1975年10月25日・26日    | 樋口久子           | 三好カントリー倶楽部 東コース       |  |
| 第7回  | 1976年10月14日 - 17日    | 青木功                           | 三好カントリー倶楽部 西コース | 1976年10月16日・17日    | 樋口久子           | 三好カントリー倶楽部 東コース       |  |
| 第8回  | 1977年10月13日 - 16日    | 尾崎将司                         | 三好カントリー倶楽部 西コース | 1977年10月15日・16日    | 樋口久子           | 三好カントリー倶楽部 東コース       |  |
| 第9回  | 1978年10月12日 - 15日    | 草壁政治                         | 三好カントリー倶楽部 西コース | 1978年10月14日・15日    | 涂阿玉             | 三好カントリー倶楽部 東コース       |  |
| 第10回 | 1979年10月11日 - 14日    | 入江勉                           | 三好カントリー倶楽部 西コース | 1979年10月13日・14日    | 岡本綾子           | 三好カントリー倶楽部 東コース       |  |
| 第11回 | 1980年10月9日 - 12日     | ラリー・ネルソン                 | 三好カントリー倶楽部 西コース | 1980年10月11日・12日    | 樋口久子           | 三好カントリー倶楽部 東コース       |  |
| 第12回 | 1981年10月8日 - 11日     | 倉本昌弘                         | 三好カントリー倶楽部 西コース | 1981年10月10日・11日    | 大迫たつ子         | 三好カントリー倶楽部 東コース       |  |
| 第13回 | 1982年10月7日 - 10日     | 謝敏男                           | 三好カントリー倶楽部 西コース | 1982年10月9日・10日     | 岡本綾子           | 三好カントリー倶楽部 東コース       |  |
| 第14回 | 1983年10月6日 - 9日      | 倉本昌弘                         | 三好カントリー倶楽部 西コース | 1983年10月7日 - 9日     | 呉明月             | 三好カントリー倶楽部 東コース       |  |
| 第15回 | 1984年9月27日 - 30日     | 岩下吉久                         | 三好カントリー倶楽部 西コース | 1984年9月28日 - 30日    | 沢田さと子         | 三好カントリー倶楽部 東コース       |  |
| 第16回 | 1985年10月3日 - 6日      | グラハム・マーシュ               | 三好カントリー倶楽部 西コース | 1985年10月4日 - 6日     | 今堀りつ           | 三好カントリー倶楽部 東コース       |  |
| 第17回 | 1986年10月2日 - 5日      | 倉本昌弘                         | 三好カントリー倶楽部 西コース | 1986年10月3日 - 5日     | 黄璧洵             | 三好カントリー倶楽部 東コース       |  |
| 第18回 | 1987年10月1日 - 4日      | 中嶋常幸                         | 三好カントリー倶楽部 西コース | 1987年10月2日 - 4日     | 具玉姫             | 三好カントリー倶楽部 東コース       |  |
| 第19回 | 1988年9月29日 - 10月2日  | ブライアン・ジョーンズ（英語版） | 三好カントリー倶楽部 西コース | 1988年9月30日 - 10月2日 | 石川恵             | 三好カントリー倶楽部 東コース       |  |
| 第20回 | 1989年9月28日 - 10月1日  | 青木功                           | 三好カントリー倶楽部 西コース | 1989年9月29日 - 10月1日 | 岡本綾子           | 三好カントリー倶楽部 東コース       |  |
| 第21回 | 1990年9月27日 - 30日     | グラハム・マーシュ               | 三好カントリー倶楽部 西コース | 1990年9月28日 - 30日    | 柴田規久子         | 三好カントリー倶楽部 東コース       |  |
| 第22回 | 1991年10月3日 - 6日      | 板井榮一                         | 三好カントリー倶楽部 西コース | 1991年10月4日 - 6日     | パティ・リゾ       | 三好カントリー倶楽部 東コース       |  |
| 第23回 | 1992年10月1日 - 4日      | マーク・オメーラ                 | 三好カントリー倶楽部 西コース | 1992年10月2日 - 4日     | 西田智慧子         | 三好カントリー倶楽部 東コース       |  |
| 第24回 | 1993年9月30日 - 10月3日  | 藤木三郎                         | 三好カントリー倶楽部 西コース | 1993年10月1日 - 3日     | 服部道子           | 三好カントリー倶楽部 東コース       |  |
| 第25回 | 1994年10月6日 - 9日      | コーリー・ペイビン               | 三好カントリー倶楽部 西コース | 1994年9月30日 - 10月2日 | 服部道子           | 涼仙ゴルフ倶楽部                    |  |
| 第26回 | 1995年10月5日 - 8日      | 河村雅之                         | 三好カントリー倶楽部 西コース | 1995年9月29日 - 10月1日 | 村口史子           | 涼仙ゴルフ倶楽部                    |  |
| 第27回 | 1996年10月3日 - 6日      | 木村政信                         | 三好カントリー倶楽部 西コース | 1996年9月13日 - 15日    | 前田真希           | 涼仙ゴルフ倶楽部                    |  |
| 第28回 | 1997年10月9日 - 12日     | ブラント・ジョーブ               | 三好カントリー倶楽部 西コース | 1997年9月19日 - 21日    | 福嶋晃子           | 涼仙ゴルフ倶楽部                    |  |
| 第29回 | 1998年10月8日 - 11日     | 伊沢利光                         | 三好カントリー倶楽部 西コース | 1998年9月18日 - 20日    | 肥後かおり         | 涼仙ゴルフ倶楽部                    |  |
| 第30回 | 1999年10月7日 - 10日     | 横尾要                           | 三好カントリー倶楽部 西コース | 1999年9月17日 - 19日    | 李英美             | 涼仙ゴルフ倶楽部                    |  |
| 第31回 | 2000年10月5日 - 8日      | 宮瀬博文                         | 三好カントリー倶楽部 西コース | 2000年9月15日 - 17日    | 不動裕理           | 涼仙ゴルフ倶楽部                    |  |
| 第32回 | 2001年10月4日 - 7日      | 伊沢利光                         | 三好カントリー倶楽部 西コース | 2001年9月14日 - 16日    | 城戸富貴           | 涼仙ゴルフ倶楽部                    |  |
| 第33回 | 2002年10月10日 - 13日    | 谷口徹                           | 三好カントリー倶楽部 西コース | 2002年9月20日 - 22日    | 藤井かすみ         | 涼仙ゴルフ倶楽部                    |  |
| 第34回 | 2003年10月9日 - 12日     | 川原希                           | 三好カントリー倶楽部 西コース | 2003年9月19日 - 21日    | 不動裕理           | 涼仙ゴルフ倶楽部                    |  |
| 第35回 | 2004年10月7日 - 10日     | 今井克宗                         | 三好カントリー倶楽部 西コース | 2004年9月17日 - 19日    | 茂木宏美           | 涼仙ゴルフ倶楽部                    |  |
| 第36回 | 2005年10月6日 - 9日      | Y・E・ヤン                       | 三好カントリー倶楽部 西コース | 2005年9月16日 - 18日    | 大山志保           | 涼仙ゴルフ倶楽部                    |  |
| 第37回 | 2006年9月28日 - 10月1日  | 星野英正                         | 三好カントリー倶楽部 西コース | 2006年9月15日 - 17日    | 福嶋晃子           | 涼仙ゴルフ倶楽部                    |  |
| 第38回 | 2007年9月27日 - 30日     | カミロ・ビジェガス               | 三好カントリー倶楽部 西コース | 2007年9月14日 - 16日    | 張娜               | 新南愛知カントリークラブ 美浜コース |  |
| 第39回 | 2008年10月2日 - 5日      | 武藤俊憲                         | 三好カントリー倶楽部 西コース | 2008年9月19日 - 21日    | 不動裕理           | 新南愛知カントリークラブ 美浜コース |  |
| 第40回 | 2009年10月1日 - 4日      | 石川遼                           | 三好カントリー倶楽部 西コース | 2009年9月18日 - 20日    | 横峯さくら         | 新南愛知カントリークラブ 美浜コース |  |
| 第41回 | 2010年9月30日 - 10月3日  | 松村道央                         | 三好カントリー倶楽部 西コース | 2010年9月17日 - 19日    | 全美貞             | 新南愛知カントリークラブ 美浜コース |  |
| 第42回 | 2011年9月29日 - 10月2日  | 裵相文                           | 三好カントリー倶楽部 西コース | 2011年9月16日 - 18日    | 服部真夕           | 新南愛知カントリークラブ 美浜コース |  |
| 第43回 | 2012年9月27日 - 30日     | H・W・リュー（リュー・ヒョヌ）   | 三好カントリー倶楽部 西コース | 2012年9月14日 - 16日    | 永井奈都           | 新南愛知カントリークラブ 美浜コース |  |
| 第44回 | 2013年10月3日 - 6日      | 片山晋呉                         | 三好カントリー倶楽部 西コース | 2013年9月20日 - 22日    | 横峯さくら         | 新南愛知カントリークラブ 美浜コース |  |
| 第45回 | 2014年10月2日 - 5日      | S・H・キム（キム・スンヒョグ）   | 三好カントリー倶楽部 西コース | 2014年9月19日 - 21日    | 申智愛             | 新南愛知カントリークラブ 美浜コース |  |
| 第46回 | 2015年10月1日 - 4日      | 金亨成 (キム・ヒョンソン）       | 三好カントリー倶楽部 西コース | 2015年9月18日 -20日     | キム・ハヌル       | 新南愛知カントリークラブ 美浜コース |  |
| 第47回 | 2016年9月29日 - 10月2日  | 片岡大育                         | 三好カントリー倶楽部 西コース | 2016年9月16日 -18日     | テレサ・ルー       | 新南愛知カントリークラブ 美浜コース |  |
| 第48回 | 2017年9月28日 - 10月1日  | 小平智                           | 三好カントリー倶楽部 西コース | 2017年9月15日 - 17日    | 川岸史果           | 新南愛知カントリークラブ 美浜コース |  |
| 第49回 | 2018年9月27日 - 30日     | アンジェロ・キュー               | 三好カントリー倶楽部 西コース | 2018年9月14日 - 16日    | 香妻琴乃           | 新南愛知カントリークラブ 美浜コース |  |
| 第50回 | 2019年10月3日 - 6日      | ショーン・ノリス                 | 三好カントリー倶楽部 西コース | 2019年9月20日 - 22日    | 渋野日向子         | 新南愛知カントリークラブ 美浜コース |  |
| 第51回 | 2021年9月30日 - 10月3日  | チャン・キム                     | 三好カントリー倶楽部 西コース | 2020年9月18日 -20日     | 古江彩佳           | 新南愛知カントリークラブ 美浜コース |  |
| 第52回 | 2022年9月29日 - 10月2日  | 河本力                           | 三好カントリー倶楽部 西コース | 2021年9月17日 - 19日    | 西村優菜           | 新南愛知カントリークラブ 美浜コース |  |
| 第53回 | 2023年9月28日 - 10月1日  | 木下裕太                         | 三好カントリー倶楽部 西コース | 2022年9月16日 - 18日    | 尾関彩美悠         | 新南愛知カントリークラブ 美浜コース |  |
| 第54回 | 2024年9月26日 - 29日     | 幡地隆寛                         | 三好カントリー倶楽部 西コース | 2023年9月15日 - 17日    | 岩井明愛           | 新南愛知カントリークラブ 美浜コース |  |
| 第55回 |                          |                                  | 三好カントリー倶楽部 西コース | 2024年9月13日 - 15日    | 岩井明愛           | 新南愛知カントリークラブ 美浜コース |  |

## テレビ中継
男女共に東海テレビを制作局として、予選ラウンドは東海テレビローカル、決勝ラウンドはFNS系列全国ネットで放送するが、下記の例外がある。
- 男子の3日目は、約半数のネット局が深夜録画で放送されるほか、一部ネットしない系列局がある。
- テレビ大分は女子の最終日のみ、同日に開催されている『ANAオープンゴルフ』（札幌テレビ放送制作、日本テレビ系列として放送）も中継するため、深夜に時差放送されている（2019年を除く）。
- 2019年女子の2日目は、当初東海テレビローカルの予定だったが、フジテレビ・関西テレビ・岡山放送など一部FNS系列局でもネットされた（各局の編成事情により時差ネットとした局もあった）。

また、CS放送のフジテレビONEでも全ラウンドを放送するほか、2018年大会からBSフジでも全日程放送される。東海テレビでは全ラウンドのダイジェストを、深夜に放送する。さらに、ゴルフネットワークでも『とことん1番ホール生中継』（女子は2010年、男子は2011年以降）として1番ホールの模様を放送する。
最終日に関しては、男子大会は90分（16:05 - 17:35）番組として放送。女子大会は男女同時開催時代は60分番組（14:00 - 15:00）だったが、分離開催になってからは75分番組（16:05 - 17:20）として放送している。
なお、2009年の男子大会・最終日は10月4日に放送されたが、この日に『F1日本グランプリ』の生中継（13:40 - 15:40）編成為、16:20 - 17:50に放送した。